# Byrsonima bucidifolia
Byrsonima bucidifolia là một loài thực vật có hoa trong họ Malpighiaceae. Loài này được Standl. mô tả khoa học đầu tiên năm 1930.